# Kolloidalt silver

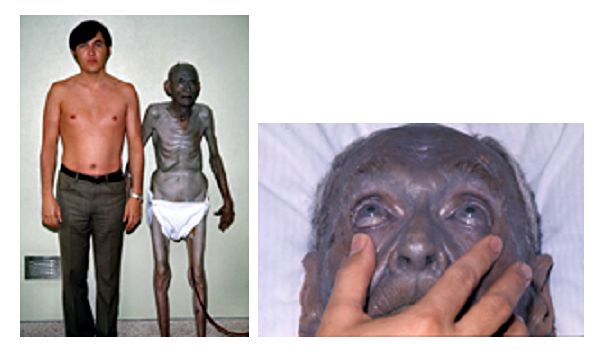
92-årig man (till höger) med argyria. Han har under många år använt näsdroppar som innehöll silver.

Kolloidalt silver är silver i kolloidal, det vill säga mycket finfördelad, form. Generellt kan dock sägas att "kolloidalt silver" inkluderar alla produkter med silver i någon koncentration, upplöst i destillerat vatten. Silverpartiklarna i kolloidalt silver kan vara små, mindre än 1000 nanometer. Silverpartiklar i denna storlek kan frigöra stora mängder silverjoner. Silverjoner är den giftigaste formen av silver, och är bland de mest toxiska tungmetallerna. Silver i fast, metallisk form, är däremot ett tillåtet färgämne med E-nummer E174.
Kolloidalt silver har blivit populärt i hälsokostbranschen och inom alternativmedicin. I Sverige och hela EU är det olagligt att sälja det som kosttillskott.

## Alternativmedicin
Kolloidalt silver har blivit populärt i hälsokostbranschen och inom alternativmedicin. Det finns inga vetenskapliga belägg för att silver skulle vara ett livsnödvändigt ämne för människor, eller att kolloidalt silver skulle kunna förebygga infektioner. Det finns heller inga bevis för att kolloidalt silver skulle vara antingen säkert att använda för behandling eller verksamt som behandling mot några som helst sjukdomar eller åkommor. Däremot finns dokumenterade skadeverkningar av peroralt intag av medel innehållande silverpartiklar.
Det är sedan 2010 förbjudet att inom Europeiska unionen sälja kolloidalt silver som kosttillskott, men det får säljas och marknadsföras som en vattenreningsprodukt och betraktas då som desinfektionsmedel. Olaglig försäljning av kolloidalt silver utgör en fara för folkhälsan. Silver är en tungmetall (och samtidigt en ädelmetall) som kan ge svåra konsekvenser för miljön och forskare undersöker för närvarande om det kan medverka till antibiotikaresistens. Om man tar silver för invärtes bruk, finns det en risk för sjukdomen argyria.
Vanliga rykten om kolloidalt silver är att det botar cancer och ebola, men det finns inga vetenskapliga bevis för detta.
I en telefonintervju från 2014 påstås statsepidemiologen Anders Tegnell säga att "kolloidalt silver fungerar på de flesta virus", ett citat som fick spridning under coronavirusutbrottet 2019–2021. Tegnell har dementerat att han skulle ha sagt detta, och menar att det där är "en total lögn", och att citatet har tagits ur sitt sammanhang. Enligt Tegnell har citatet plockats ut mitt i en mening, Tegnell sa "kollodialt silver kan döda virus, liksom många andra medel" men poängterade att det är ointressant då det inte är en behandling. Han accepterade att ta emot en artikel från intervjuaren, vilket inte är samma sak som att han håller med om innehållet. Han vill istället varna för användning av kolloidalt silver, som han menar är potentiellt farligt, och att personer kan skada sig allvarligt om de använder det.

## Antibiotikaresistens
I en avhandling från Uppsala universitet visades år 2015 att användning av silver som bakteriedödare framkallar antibiotikaresistens. I avhandlingen påvisas att silver saknar effekt mot viktiga sårbakterier och att vår stora användning av silvertillsatser leder till att bakterier blir resistenta mot antibiotika.

## Nanotoxicitet
Beredningar med kolloidalt silver kan innehålla partiklar som kvalificerar såsom nanopartiklar. En svensk studie som granskade silver i nanostorlek i förhållande till lungceller, visar att nanosilver medför högre toxicitet än många andra nanopartiklar. Speciellt silver i storlekar omkring 10 nanometer (nm) ökar risken för reaktiva syreföreningar, en välstuderad process som är känd för att orsaka cancer. Studier visar även på att nanopartiklar av silver är skadligt för ögats näthinna och kan tänkas leda till nervskador. Även hjärnan kan skadas av silvernanopartiklar.